# Pfedelbach
Pfedelbach est une commune de Bade-Wurtemberg (Allemagne), située dans l'arrondissement de Hohenlohe, dans la région de Heilbronn-Franconie, dans le district de Stuttgart, connue pour son château. Elle est située au nord-est du Bade-Wurtemberg, à 2 km au sud d'Öhringen. Sa population était de 8 926 habitants au 31 décembre 2008.

## Municipalité
Pfedelbach, outre Pfedelbach, comprend les villages de Harsberg, Oberohm, Untersteinbach et Windischenbach.

## Personnalités liées à la ville
- Susanne Hirzel (1921-2012), résistante née à Untersteinbach.
- Hans Hirzel (1924-2006), résistant né à Pfedelbach.